# 天津市天津医院
天津市天津医院，简称天津医院，2012年由原天津医院与天和医院合并组建。天津医院成立时初名天津市海河医院，1966年6月曾更名为天津市反帝医院，1971年，天津市人民医院骨科并入，1972年6月，更名为天津医院。目前，天津医院的河西院区地址为天津市河西区解放南路406号，和平院区地址为天津市和平区睦南道122号（原天和医院旧址）。是以治疗骨科疾病为特色的三级甲等医院，隶属于天津市卫生健康委员会。

## 荣誉
因在脱贫攻坚战中作出突出贡献，2021年2月25日全国脱贫攻坚总结表彰大会上，天津市天津医院被授予“全国脱贫攻坚先进集体”。